# T790M
T790M hay Thr790Met là một đột biến của thụ thể yếu tố tăng trưởng biểu bì (EGFR). Đột biến thay thế threonin (T) bằng methionin (M) ở vị trí 790 của exon 20, ảnh hưởng đến vị trí gắn ATP của miền EGFR kinase. Threonine làamino acid phân cực, kích thước nhỏ; methionine là một amino acid không phân cực, kích thước lớn hơn. Thay vì chặn trực tiếp chất ức chế liên kết với vị trí hoạt động, T790M làm tăng ái lực với ATP để chất ức chế mất tác dụng. Tuy nhiên chất ức chế cộng hóa trị không hồi phục như neratinib có thể khắc phục được tình trạng kháng thuốc này.

## Lâm sàng
Hơn 50% khả năng đề kháng mắc phải với các chất ức chế tyrosine kinase (TKI) của EGFR là do đột biến trong vùng gắn kết ATP thuộc miền EGFR kinase liên quan đến sự thay thế một threonin bằng một methionin.
Tháng 11 năm 2015, FDA Hoa Kỳ đã cấp phép nhanh chóng cho osimertinib (Tagrisso) để điều trị cho bệnh nhân   ung thư phổi không tế bào nhỏ (NSCLC) có yếu tố tăng trưởng biểu bì (EGFR) có di căn và dương tính với đột biến T790M. Hóa chất được sử dụng trong hoặc sau liệu pháp EGFR TKI.